# Abbreviazioni standard degli autori micologi
Questa lista elenca, in ordine alfabetico, le abbreviazioni standard dei nomi dei micologi che si ritrovano nella nomenclatura binomiale delle specie da loro descritte: 

## A

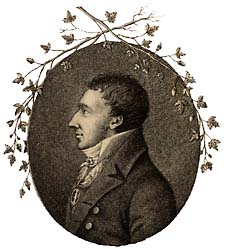
Erik Acharius (1757-1819)

- A.Bassi - Agostino Bassi (1772-1856)
- A.H.Sm. - Alexander Hanchett Smith (1904-1986)
- A.L.Sm. - Annie Lorrain Smith (1854-1937)
- A.Pearson - Arthur Anselm Pearson (1874-1954)
- A.St.-Hil. - Augustin Saint-Hilaire (1799-1853)
- A.Venturi - Antonio Venturi (1806-1864)
- Aa - Hubertus Antonius van der Aa (1935-2017)
- Abramov - Ivan Nikolaevič Abramov (1884-1953)
- Ach. - Erik Acharius (1757-1819)
- Adans. - Michel Adanson (1727-1806)
- Aderh. - Rudolf Ferdinand Theodor Aderhold (1865-1907)
- Afzel. - Adam Afzelius (1750-1837)
- Ainsw. - Geoffrey Clough Ainsworth (1905-1998)
- Ajello - Libero Ajello (1916-2004)
- Alb. - Johann Baptist Albertini (1769-1831)
- Arnold - Ferdinand Christian Gustav Arnold (1829-1901)
- Abbayes - Henri Robert Nicollon des Abbayes (1898-1974)
- Ablak. - Aleksandra Aleksandrovna Ablakatova (1907-1988)
- Alessio - Carlo Luciano Alessio (1919-2006)
- Alexop. - Constantine John Alexopolous (1907-1986)
- Arthur - Joseph Charles Arthur (1850-1942)

## B

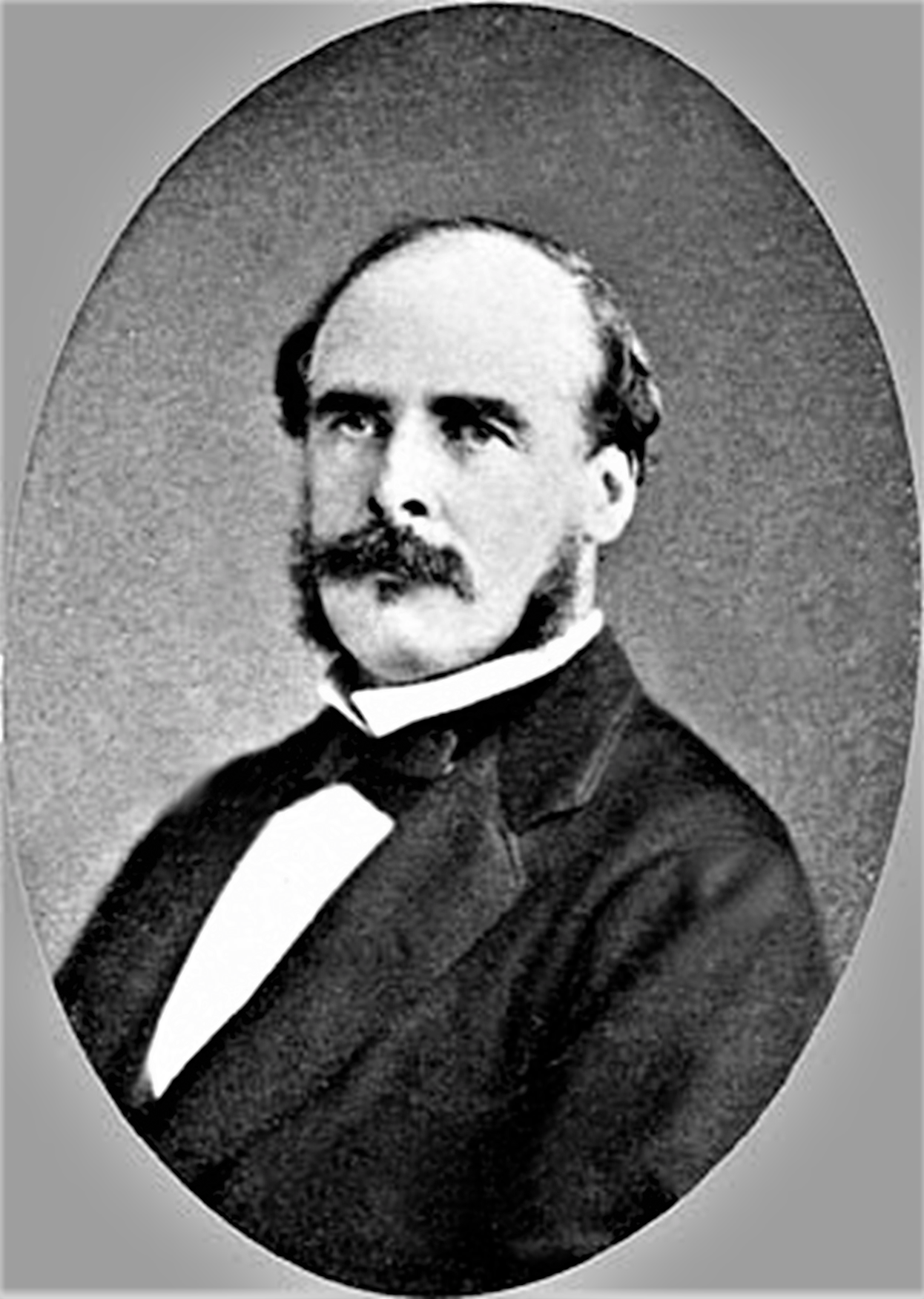
Jean-Louis Émile Boudier (1828-1920)

- B.O.Dodge - Bernard Ogilvie Dodge (1872-1960)
- Badham - Charles David Badham (1805-1857)
- Bals.-Criv. Giuseppe Balsamo-Crivelli (1800-1874)
- Banker Howard James Banker (1866-1940)
- Barla - Jean Baptiste Barla (1817-1896)
- Bandoni Robert Joseph Bandoni (1926-2009)
- Banning - Mary Elizabeth Banning (1832-1901)
- Bat. - Frédérich Bataille (1850-1946)
- Batsch. - August Batsch (1761-1802)
- Battarra - Giovanni Antonio Battarra (1714-1789)
- Beardslee - Henry Curtis Beardslee (1865-1948)
- Beauverie - Jean Beauverie (1874-1938)
- Beck - Günther Beck von Mannagetta und Lerchenau (1856-1931)
- Becker - Georges Becker (1905-1994)
- Beeli - Maurice Beeli (1879-1957)
- Bellynck - Auguste Alexis Adolphe Alexandre Bellynck (1814-1877)
- Beneke - Everett Smith Beneke (1918-2010)
- Berk. - Miles Joseph Berkeley (1803-1889)
- Berkh. - Christine Marie Berkhout (1893-1932)
- Berl. - Augusto Napoleone Berlese (1864-1903)
- Bessey - Charles Edwin Bessey (1845-1915)
- Beverw. - Agathe L. van Beverwijk (1907-1963)
- Binford - Chapman Hunter Binford (1900-1990)
- Bisby - Guy Richard Bisby (1889-1958)
- Blakeslee - Albert Francis Blakeslee (1874-1954)
- Blume - Carl Ludwig Blume (1789-1862)
- Boccone - Paolo Silvio Boccone (1633-1704)
- Bodman - Mary Cecilia Bodman (1905-1982)
- Bolton - James Bolton (1758-1799)
- Bon - Marcel Bon (1925- )
- Bonar - Lee Bonar (1891-1977)
- Bonord. - Hermann Friedrich Bonorden (1801-1884)
- Bonpl. - Aimé Jacques Alexandre Bonpland (1773-1858)
- Boud. - Jean Louis Émile Boudier (1828-1920)
- Bourdot - Hubert Bourdot (1861-1937)
- Bourne - Benjamin A. Bourne (1898-1974)
- Bref. - Julius Oscar Brefeld (1839-1925)
- Bres. - Giacomo Bresadola (1847-1929)
- F. Brig. - Francesco Saverio Briganti (1802-1865)
- Britton - Nathaniel Lord Britton (1859-1934)
- Britzelm. - Max Britzelmayr (1839-1909)
- Brodo - Irwin M. Brodo (1935- )
- Broome - Christopher Edmund Broome (1812-1886)
- Bull. - Jean Baptiste Bulliard (1752-1793)
- Buller - Arthur Henry Reginald Buller (1874-1944)
- Burl. - Gertrude Simmons Burlingham (1872-1952)
- Burrill - Thomas Jonathan Burrill (1839-1916)
- Burt - Edward Angus Burt (1859-1939)

## C

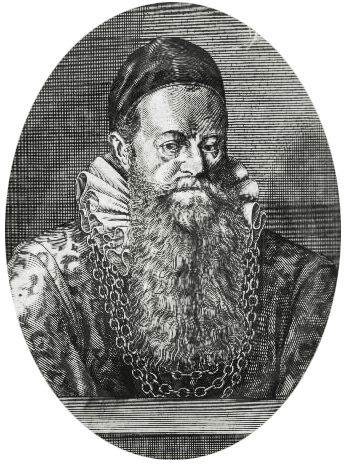
Caspard Bauhin (1560-1624)

- C.Agardh - Carl Adolph Agardh (1785-1859)
- C.Bab - Churchill Babington (1821-1889)
- C.Bauhin - Caspard Bauhin (1560-1624)
- C.Presl. - Karel Presl (1794-1852)
- C.R.Benj. - Chester Ray Benjamin (1923-2002)
- C.Tul. - Charles Tulasne (1816-1884)
- C.W.Dodge - Carroll William Dodge (1895-1988)
- Carver - George Washington Carver (1864-1943
- Cejp - Karel Cejp (1900-1979)
- Ces. - Vincenzo Cesati (1806-1883)
- Cetto - Bruno Cetto (1921-1991)
- Chapela - Ignacio Chapela (1959- )
- Chardón - Carlos E. Chardón (1897-1965)
- Charles - Vera Charles (1877-1954)
- Chev. - François Fulgis Chevallier (1796-1840)
- Chiaje - Stefano Delle Chiaje (1794-1860)
- Chod. - Robert Hippolyte Chodat (1865-1934)
- Church - Margaret Church (1889-1976)
- Cif. - Raffaele Ciferri (1897-1964)
- Cleland - John Burton Cleland (1878-1971)
- Clem. - Frederic Edward Clements (1874-1945)
- Clus. - Carolus Clusius (1526-1609)
- Coker - William Chambers Coker (187-1953)
- Conant - Norman Francis Conant (1908-1984)
- Constant. - Ovidiu Constantinescu (1933-2012)
- Cooke - Mordecai Cubitt Cooke (1825-1914)
- Corda - August Karl Joseph Corda (1809-1854)
- Cord. - François Simon Cordier (1797-1874)
- Corner - E. J. H. Corner (1906-1996)
- Cornu - Marie Maxime Cornu (1843-1901)
- Correns - Carl Correns (1864-1933)
- Costantin - Julien Noël Costantin (1857-1936)
- Cotton - Arthur Disbrowe Cotton (1879-1962)
- Crossl. - Charles Crossland (1844-1916)
- Croz. - André de Crozals (1861-1932)
- Cummins - George Baker Cummins (1904-2007)
- Curr. - Frederick Currey (1819-1881)
- Curtis - William Curtis (1746-1799)

## D
- D.A.Reid - Derek Reid (1927-2006)
- D.Arora - David Arora (1953- )

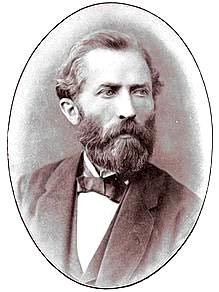
Anton de Bary (1831-1888)

- D.E.Stuntz - Daniel Elliot Stuntz (1909-1983)
- Dald. - Agostino Daldini (1816-1895)
- DC. -  Augustin Pyrame de Candolle (1778-1841)
- de Bary - Anton de Bary (1831-1888)
- De Not. - Giuseppe De Notaris (1805-1877)
- Dearn. - John Dearness (1852-1954)
- Delacr. - Edouard Georges Delacroix (1858-1907)
- Denison - William Clark Denison (1928-2005)
- Dennis. - Richard William George Dennis (1910-2003)
- Dermek - Aurel Dermek (1929-1989)
- Desf. - René Louiche Desfontaines (1750-1833)
- Desjardin - Dennis E. Desjardin (1950
- Desm. - Jean Baptiste Desmazières (1786-1862)
- Dicks. - James Dickson (1738-1822)
- Diehl - William Webster Diehl (1891-1978)
- Dill. - Johann Jacob Dillenius (1687-1747)
- Dingley - Joan Dingley (1916-2008)
- Doidge - Ethel Doidge (1887-1965)
- Donk. Marinus Anton Donk (1908-1972)
- Drechsler - Charles Drechsler (1892-1986)
- Drouhet - Edouard Drouhet (1919-2000)
- Duggar - Benjamin Minge Duggar (1872-1956)
- Dumort. - Barthélemy Charles Joseph Dumortier (1797-1878)
- Dupain. - Victor Augustin Dupain (1857-1940)
- Durieu - Michel Charles Durieu de Maisonneuve (1796-1878)

## E

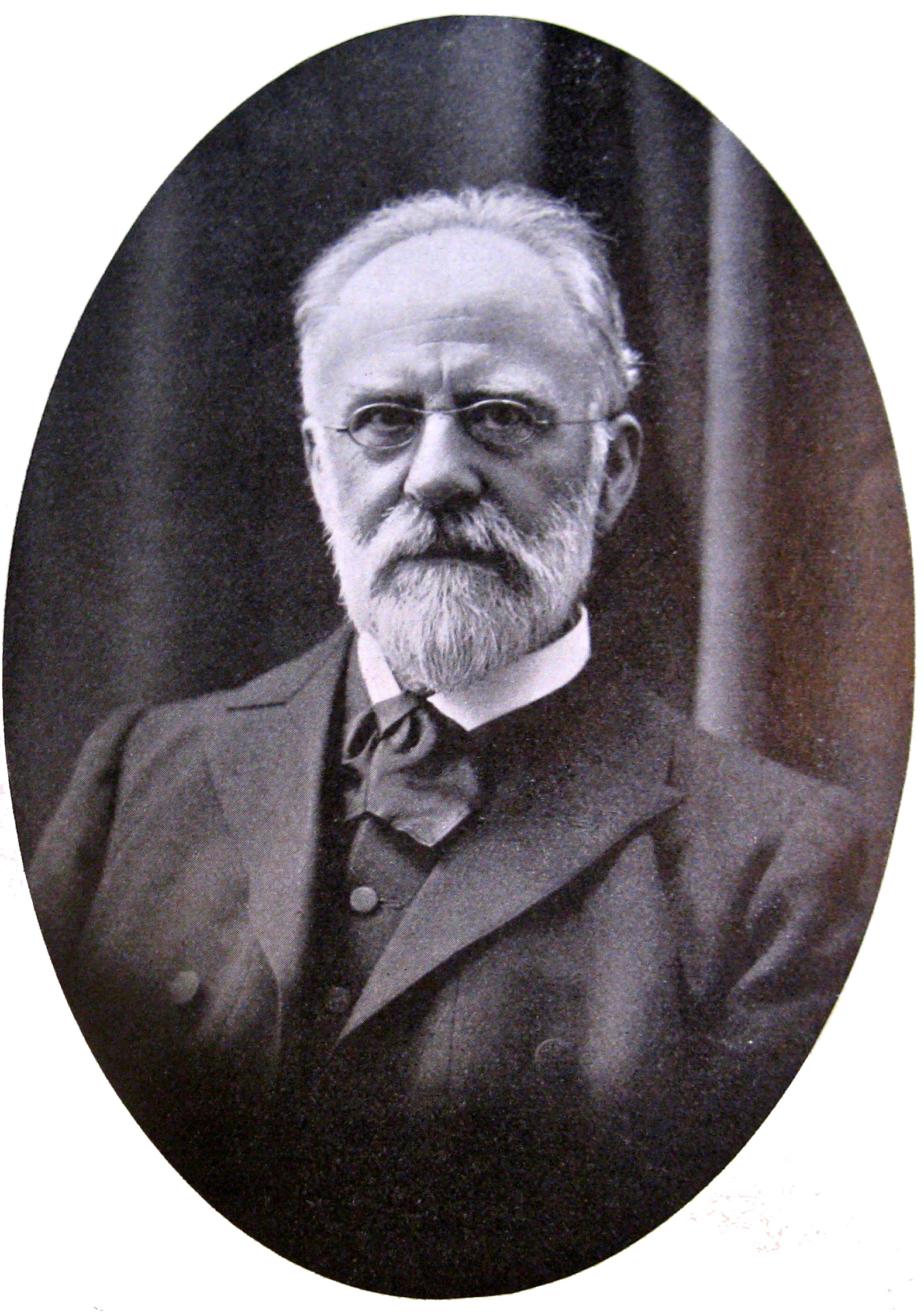
Emil Christian Hansen (1842-1909)

- E.A.Bessey - Ernst Bessey (1877-1957)
- E.C.Hansen - Emil Christian Hansen (1842-1909)
- E.Fisch. - Eduard Fischer (1861-1939)
- E.-J. Gilbert Edouard-Jean Gilbert (1888-1954)
- E.J.Butler - Edwin John Butler (1874-1943)
- E.J.Durand - Elias Judah Durand (1870-1922)
- E.J.Quekett - Edwin John Quekett (1808-1847)
- E.K.Cash - Edith Katherine Cash (1890-1992)
- E.Müll. - Emil Müller (1920-2008)
- E.W.Mason - Edmund William Mason (1890-1975)
- Earle - Franklin Sumner Earle (1856-1929)
- Eckblad - Finn-Egil Eckblad (1923-2000)
- Edgerton - Claude Wilbur Edgerton (1880-1965)
- Ehrenb. - Christian Gottfried Ehrenberg (1795-1876)
- Ehrh. - Jakob Friedrich Ehrhart (1742-1795)
- Ellis - Job Bicknell Ellis (1829-1905)
- Endl. - Stephan Endlicher (1804-1849)
- Engelm. - George Engelmann (1809-1884)
- Essette - Henri Essette (1895-1972)
- Ettingsh. - Constantin von Ettingshausen (1826-1897)
- Everh. - Benjamin Matlack Everhart (1818-1904)
- Eyre - William Leigh Williamson Eyre (1841-1914)

## F

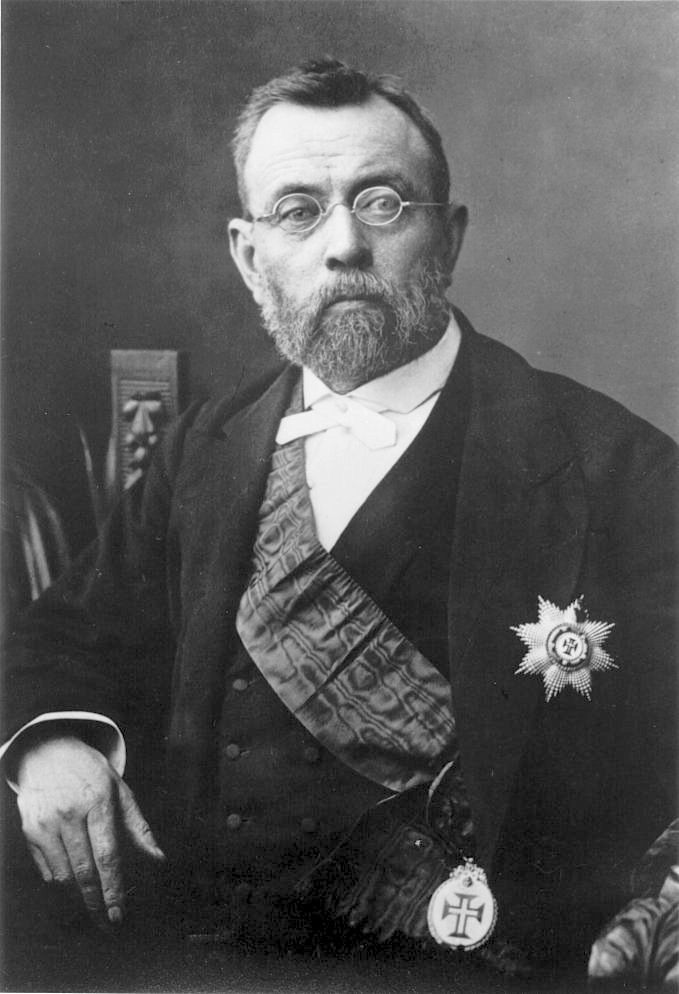
Ferdinand von Mueller (1825-1896)

- F.A.Wolf - Frederick Adolph Wolf (1885-1975)
- F.K.Sparrow - Fredrick Kroeber Sparrow (1903-1977)
- F.Kern - Frank Dunn Kern (1883-1973)
- F.Muell. - Ferdinand von Mueller (1825-1896)
- F.Patt. - Flora Wambaugh Patterson (1847-1928)
- F.Stevens - Frank Lincoln Stevens (1871-1934)
- F.T.Brooks - Frederick Tom Brooks (1882-1952)
- Fairm. - Charles E. Fairman (1856-1934)
- Falck - Richard Falck (1868-1955)
- Farl. - William Gilson Farlow (1844-1919)
- Fassat. - Olga Fassatiová (1924-2011)
- Fay. - Victor Fayod (1860-1900)
- Fink - Bruce Fink (1861-1927)
- Fiori - Adriano Fiori (1865-1950)
- Fitzp. - Harry Morton Fitzpatrick (1886-1949)
- Flot. - Julius von Flotow (1788-1856)
- Fr. - Elias Magnus Fries (1794-1878)
- Friedman - Lorraine Friedman (1919-2001)
- Frost - Charles Christopher Frost (1805-1880)
- Fuckel. - Leopold Fuckel (1821-1876)

## G

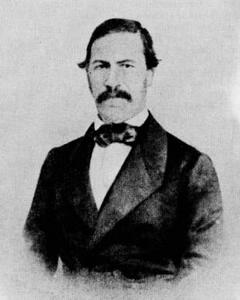
Guglielmo Gasparrini (1803-1866)

- G.E.Baker - Gladys Elizabeth Baker (1908-2007)
- G.F.Atk. - George Francis Atkinson (1854-1918)
- G.Forst. Georg Forster (1754-1794)
- G.Mey - Georg Friedrich Wilhelm Meyer (1782-1856)
- G.P.Clinton - George Perkins Clinton (1867-1937)
- G.Sm. - George Smith (1895-1967)
- G.Stev. - Greta Stevenson (1911-1990)
- G.W.Martin - George Willard Martin (1886-1971)
- Gaertn. - Joseph Gaertner (1732-1791)
- Galzin - Amédée Galzin (1853-1925)
- Gasp. - Guglielmo Gasparrini (1803-1866)
- Gaudich. - Charles Gaudichaud-Beaupré (1789-1854)
- Gäum. - Ernst Albert Gäumann (1893-1963)
- Gelting - Paul Gelting (1905-1964)
- Genev. - Léon Gaston Genevier (1830-1880)
- Gerd. - James Wessell Gerdemann (1921-2008)
- Gilb. - Robert Lee Gilbertson (1925-2011)
- Gilkey - Helen Margaret Gilkey (1886-1972)
- Gill. - Claude Casimir Gillet (1806-1896)
- Gled. - Johann Gottlieb Gleditsch (1714-1785)
- Grand - Larry F. Grand (1940-2013)
- Gray - Samuel Frederick Gray (1766-1828)
- Grélet - Louis-Joseph Grélet (1870-1945)
- Grev. - Robert Kaye Greville (1794-1866)
- Groen. - Pieter Groenhart (1894-1965)
- Gruby - David Gruby (1810-1898)
- Gunnerus - Johan Ernst Gunnerus (1718-1773)
- Guzman - Gastón Guzmán (1932-2016)
- Gwynne-Vaughan - Helen Gwynne-Vaughan (1879-1967)

## H

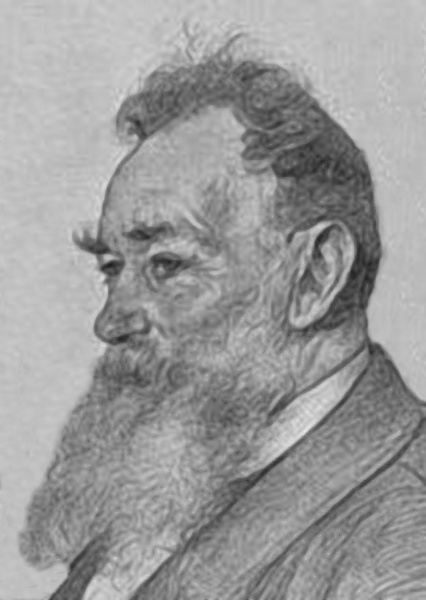
Hermann Karsten (1817-1908)

- H.A.C.Jacks. - Henry Alexander Carmichael Jackson (1877-1961)
- H.E.Bigelow - Howard E. Bigelow (1923-1987)
- H.Hoffm. - Hermann Hoffmann (1819-1891)
- H.Karst. - Hermann Karsten (1817-1908)
- H.M.Ward - Harry Marshall Ward (1854-1906)
- Halst. - Byron Halsted (1852-1918)
- Hara - Kanesuke Hara (1885-1962)
- Harkn. - H. W. Harkness (1821-1901)
- Harmaja - Harri Harmaja (1944- )
- Hazsl. - Frigyes Ákos Hazslinszky (1818-1896)
- Heinem. - Paul Heinemann (1916-1996)
- Henn. - Paul Christoph Hennings (1841-1908)
- Henssen - Aino Henssen (1925-2011)
- Herink - Josef Herink (1915-1993)
- Herrera - Teófilo Herrera Suárez (1924- )
- Hesler - Lexemuel Ray Hesler (1888-1977)
- Höhn. - Franz Xaver Rudolf von Höhnel (1852-1920)
- Hollós - Ladislaus Hollós (1859-1940)
- Holmsk. - Johan Theodor Holmskjold (1731-1793)
- Holw. - Edward Willet Dorland Holway (1853-1923)
- Honey - Edwin Earle Honey (1891-1956)
- Hongo - Tsuguo Hongo (1923-2007)
- Hook. - William Jackson Hooker (1785-1865)
- Hook.f. - Joseph Dalton Hooker (1817-1911)
- Horak - Egon Horak (1937- )
- Hotson - John W. Hotson (1870-1957)

## I
- Imbach - Emil J. Imbach (1897-1970)
- Inzenga - Giuseppe Inzenga (1815-1887)

## J

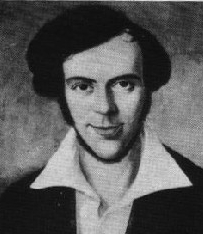
Jakob Georg Agardh (1813-1901)

- J.A.Stev. - John Albert Stevenson (1890-1979)
- J.Agardh - Jakob Georg Agardh (1813-1901)
- J.Bauhin - Johann Bauhin (1541-1613)
- J.C.Schmidt - Johann Carl Schmidt (1793-1850)
- J.E. Lange - Jakob Emanuel Lange (1864-1941)
- J.E.Wright - Jorge Eduardo Wright (1922-2005)
- J.F.Gmel. - Johann Friedrich Gmelin (1748-1804)
- J.Favre - Jules Favre (1882-1959)
- J.G.Dicks. - James G. Dickson (1891-1962)
- J.G.Kühn - Julius Kühn (1825-1910)
- J.H.Burnett - John Harrison Burnett (1922-2007)
- J.H.Mill. - Julian Howell Miller (1890-1961)
- J.Kane - Julius Kane (1925-2001)
- J.Lowe - Josiah Lincoln Lowe (1905-1997)
- J.M.Wood - John Medley Wood (1827-1915)
- J.Moravec - Jiří Moravec (1943- )
- J.Schröt. - Joseph Schröter (1837-1894)
- J.W.Groves - James Walton Groves (1906-1970)
- J.Webster - John Webster (1925-2014)
- Jacq. - Nikolaus Joseph von Jacquin (1727-1817)
- Jenkins - Anna Eliza Jenkins (1886-1973)
- Joffe - Abraham Z. Joffe (1909-2000)
- Joss. - Marcel Josserand (1900-1992)
- Jul.Schäff. - Julius Schäffer (1882-1944)

## K

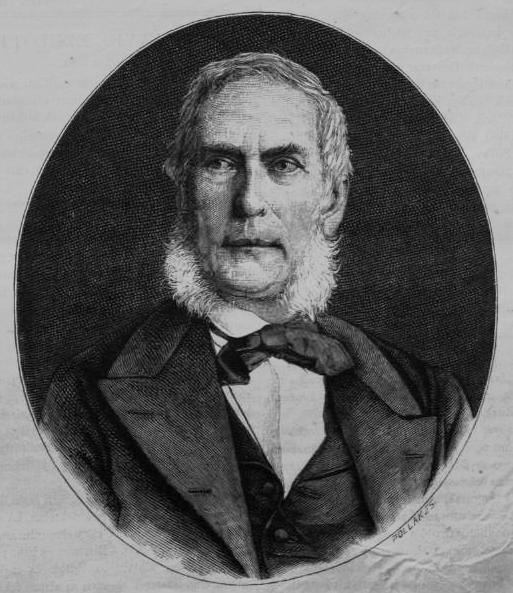
Károly Kalchbrenner (1807-1886)

- K.A.Harrison - Kenneth A. Harrison (1901-1991)
- K.M.Curtis - Kathleen Maisey Curtis (1892-1994)
- Kalchbr. - Károly Kalchbrenner (1807-1886)
- Kauffman - Calvin Henry Kauffman (1869-1931)
- Kellerm. - William Ashbrook Kellerman (1850-1908)
- Kirschst. - Wilhelm Kirschstein (1863-1946)
- Kleb. - Heinrich Klebahn (1859-1942)
- Kotl. - František Kotlaba (1927- )
- Kreisel - Hanns Kreisel (1931- )
- Krieglst. - German Joseph Krieglsteiner (1937-2001)
- Krombh. - Julius Vincenz von Krombholz (1782-1843)
- Kühner - Robert Kühner (1903-1996)
- Kuntze - Otto Kuntze (1843-1907)
- Kurok. - Syo Kurokawa (1926-2010)
- Kurtzman - Cletus P. Kurtzman (1938- )

## L
- L. - Linneo (1707-1778)

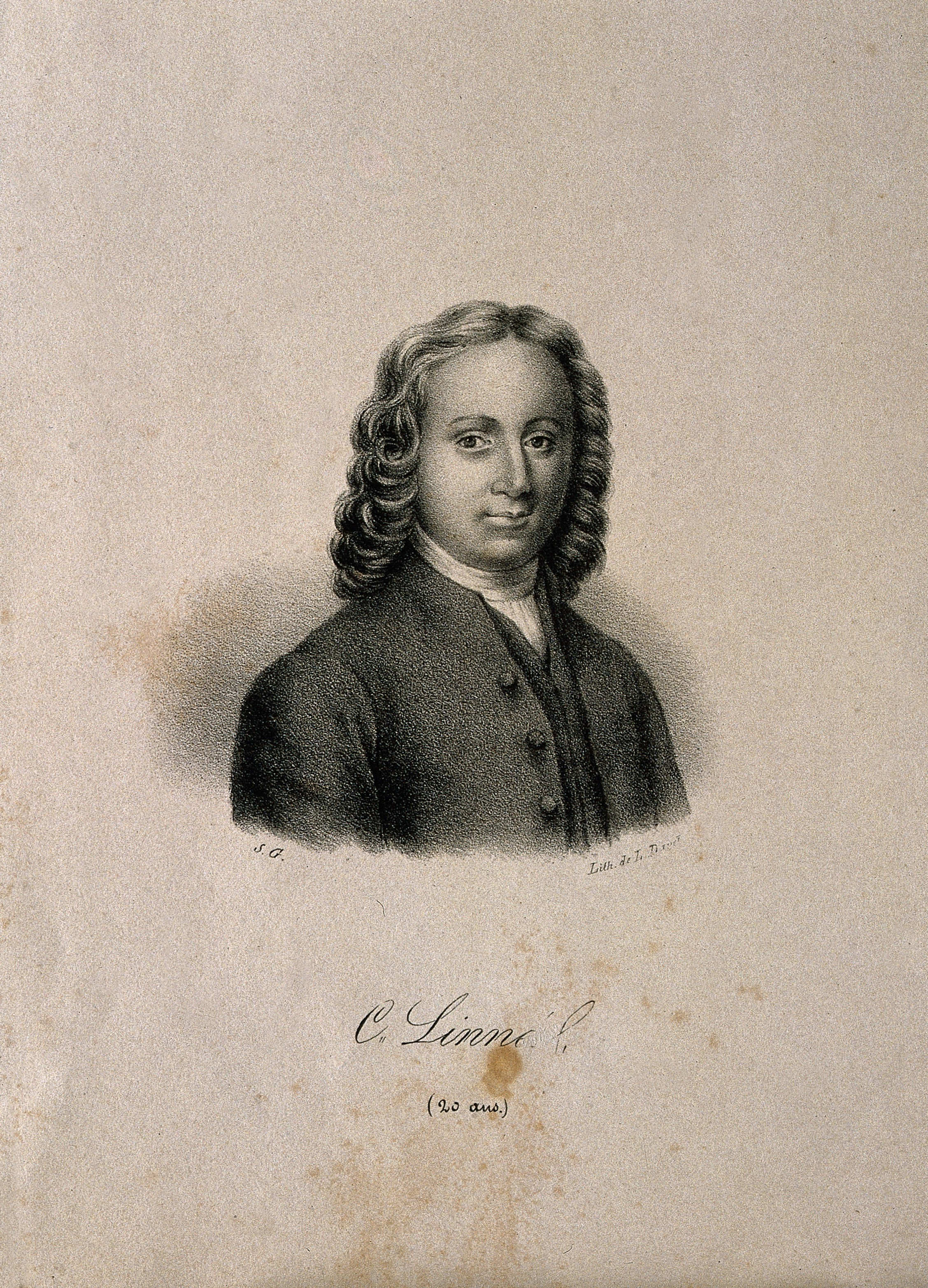
Linneo (1707-1778)

- L.F.Čelák. - Ladislav František Čelakovský (1863-1916)
- L.H.Tiffany - Lois H. Tiffany (1924-2009)
- L.Krieg. - Louis Charles Christopher Krieger (1873-1940)
- L.M.Ames - Lawrence Marion Ames (1900-1966)
- L.M.Dufour - Léon Marie Dufour (1862-1942)
- L.R.Batra - Lekh Raj Batra (1929-1999)
- Leandri - Jacques Désiré Leandri (1903-1982)
- Leppik  - Elmar Leppik (1878-1978)
- Lind - Jens Lind (1874-1939)
- Lindau - Gustav Lindau (1866-1923)
- Linder - David Hunt Linder (1899-1946)
- Link - Johann Heinrich Friedrich Link (1767-1850)
- Long - William Henry Long (1867-1947)

## M

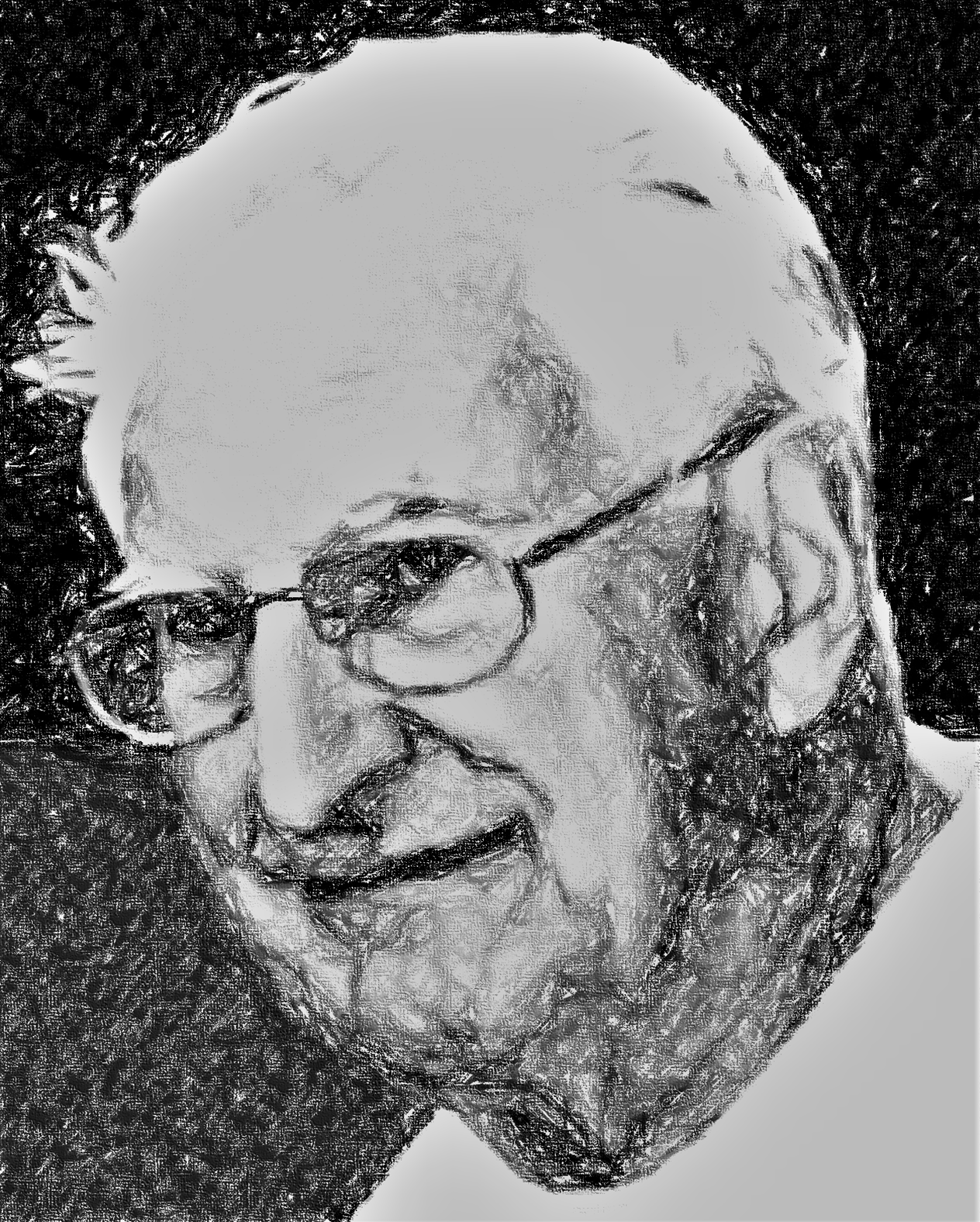
Meinhard Michael Moser (1924-2002)

- M.A.Curtis - Moses Ashley Curtis (1808-1872)
- M.B.Schwarz - Marie Beatrice Schol-Schwarz (1898-1969)
- M.E.Barr - Margaret Elizabeth Barr-Bigelow (1923-2008)
- M.J.Larsen - Michael J. Larsen (1938-2000)
- M.Lange - Morten Lange (1919-2003)
- M.M.Moser - Meinhard Michael Moser (1924-2002)
- M.Zang - Mu Zang (1930-2011)
- Maas Geest. - Rudolph Arnold Maas Geesteranus (1911-2003)
- Macoun - John Macoun (1831-1920)
- Mains - Edwin Butterworth Mains (1890-1968)
- Maire - René Maire (1878-1949)
- Marchand - Nestor Léon Marchand (1833-1911)
- Mart. - Carl Friedrich Philipp von Martius (1794-1868)
- Marvanová - Ludmila Marvanová (1932-	)
- Massee - George Edward Massee (1850-1917)
- Matr. - Louis Matruchot (1863-1921)
- Matt. - Pier Andrea Mattioli (1500-1577)
- Mattir. - Oreste Mattirolo (1856-1947)
- McIlv. - Charles McIlvaine (1840-1909)
- McNabb - Robert Francis Ross McNabb (1934-1972)
- Mereschk. - Konstantin Mereschkowski (1855-1921)
- Mich. - Pier Antonio Micheli (1679-1737)
- Miyabe - Kingo Miyabe (1860-1951)
- Mont. - Camille Montagne (1784-1866)
- Morgan - Andrew Price Morgan (1836-1907)
- Motyka - Józef Motyka (1900-1984)
- Murrill - William Murrill (1869-1957)

## N

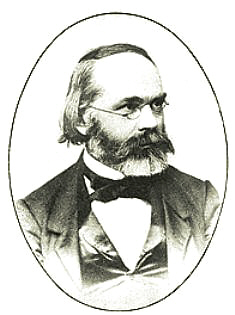
Karl Wilhelm von Nägeli (1817-1891)

- N.E.Stevens - Neil Everett Stevens (1887-1949)
- N.S.Golubk. - Nina Golubkova (1932-2009)
- Nägeli - Karl Wilhelm von Nägeli (1817-1891)
- Nannf. - John Axel Nannfeldt (1904-1985)
- Nees - Christian Gottfried Daniel Nees von Esenbeck (1776-1858)
- Niessl - Gustav Niessl von Mayendorf (1839-1919)
- Nobles - Mildred K. Nobles (1903-1993)
- Noordel. - Machiel Noordeloos (1949- )
- Nowell - William Nowell (1880-1968)
- Nyl. - William Nylander (1822-1899)

## O
- O.F.Cook - Orator F. Cook (1867-1949)
- O.K.Mill. - Orson K. Miller (1930-2006)
- Oberw. - Franz Oberwinkler (1939- )
- Oud. - Corneille Antoine Jean Abraham Oudemans (1825-1906)
- Overeem - Casper van Overeem (1893-1927
- Overh. - Lee Oras Overholts (1890-1946
- Oxner - Alfred Nickolaevich Oxner (1898-1973)

## P

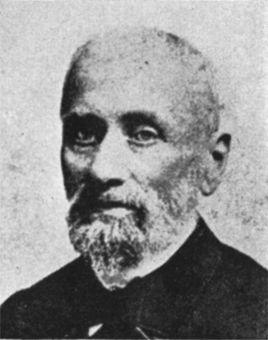
Giovanni Passerini (1816-1893)

- P.A.Lemke - Paul Arenz Lemke (1937-1995)
- P.D.Orton - P. D. Orton (1916-2005)
- P.Karst. - Petter Adolf Karsten (1834-1917)
- P.Kumm. - Paul Kummer (1834-1912)
- P.Ponce de León - Patricio Ponce de León (1919-2010)
- P.Syd. - Paul Sydow (1851-1925)
- Park.-Rhodes - Frederick Parker-Rhodes (1914-1987)
- Parmasto - Erast Parmasto (1928-2012)
- Pass. - Giovanni Passerini (1816-1893)
- Pat. - Narcisse Théophile Patouillard (1854-1926)
- Paulet - Jean-Jacques Paulet (1740-1826)
- Peck - Charles Horton Peck (1833-1917)
- Pers. - Christian Hendrik Persoon (1761-1836)
- Petch - Tom Petch (1870-1948)
- Pijper - Adrianuc Pijper (1886-1964)
- Pilát - Albert Pilát (1903-1974)
- Plowr. - Charles Bagge Plowright (1849-1910)
- Poepp. - Eduard Friedrich Poeppig (1791-1868)
- Pole-Evans - Illtyd Buller Pole-Evans (1879-1968)
- Pollack - Flora G. Pollack (1919-1997)
- Pouzar - Zdeněk Pouzar (1932- )
- Preuss - Carl Gottlieb Traugott Preuss (1795-1855)
- Pringsh. - Nathanael Pringsheim (1823-1894)

## Q
- Quél. - Lucien Quélet (1832-1899)

## R
- R.Bauer - Robert Bauer (1950-2014)

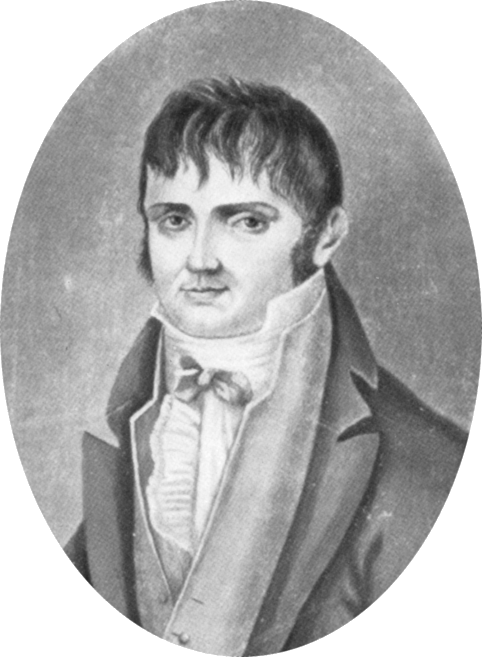
Constantine Samuel Rafinesque (1783-1840)

- R.Emers. - Ralph Emerson (1912-1979)
- R.H.Petersen - Ron Petersen (1934-)
- R.Heim - Roger Heim (1900-1979)
- R.T.Moore - Royall T. Moore (1930-2014)
- Rabenh. - Gottlob Ludwig Rabenhorst (1806-1881)
- Raf. - Constantine Samuel Rafinesque (1783-1840)
- Ramsb. - John Ramsbottom (1885-1974)
- Rands - Robert Delafield Rands (1890-1970)
- Raper - Kenneth B. Raper (1908-1987)
- Rchb. - Ludwig Reichenbach (1793-1879)
- Rea - Carleton Rea (1861-1946)
- Rehm - Heinrich Rehm (1828-1916)
- Rick - Johannes Rick (1869-1946)
- Ricken - Adalbert Ricken (1851-1921)
- Ridl. - Henry Nicholas Ridley (1855-1956)
- Riedl - Harald Udo von Riedl (1936- )
- Rogerson - Clark Thomas Rogerson (1918-2001)
- Rolland - Léon Louis Rolland (1841-1912)
- Romagn. - Henri Romagnesi (1912-1999)
- Rostr. - Emil Rostrup (1831-1907)
- Roze - Ernest Roze (1833–1900)
- Rumph. - Georg Eberhard Rumphius (1628-1702)

## S

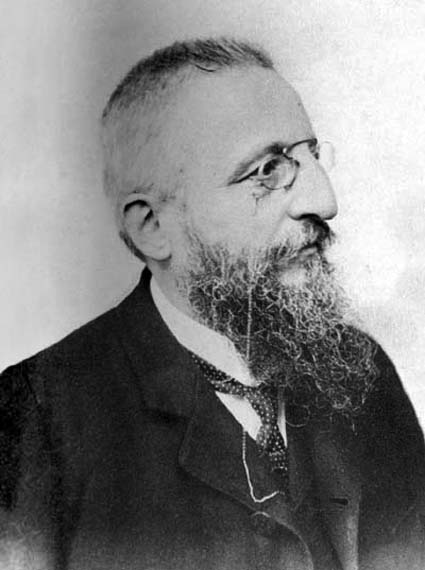
Pier Andrea Saccardo (1845-1920)

- S.H.Pollock - Steven Hayden Pollock (1947-1981)
- S.Imai - Sanshi Imai (1900-1970)
- Sabour. - Raymond Sabouraud (1864-1938)
- Sacc. - Pier Andrea Saccardo (1845-1920)
- Savicz - Vsevolod Savicz (1885-1872)
- Savile - Douglas Barton Osborne Savile (1919-2000)
- Schaeff. - Jacob Christian Schäffer (1718-1790)
- Schltdl. - Diederich Franz Leonhard von Schlechtendal (1794-1866)
- Schrank - Franz von Paula Schrank (1747-1835)
- Schulzer - Stephan Schulzer von Müggenburg (1802-1892)
- Schumach. - Heinrich Christian Friedrich Schumacher (1757-1830)
- Schwein. - Lewis David de Schweinitz (1780-1834)
- Scop. - Giovanni Antonio Scopoli (1723-1788)
- Seaver - Fred Jay Seaver (1877-1970)
- Secr. - Louis Secretan (1758-1839)
- Selva - Steve Selva (1948- )
- Seym. - Arthur Bliss Seymour (1859-1933)
- Shanor - Leland Shanor (1914-1993)
- Shear - Cornelius Lott Shear (1865-1956)
- Sheld. - Merlin Sheldrake
- Sibth. - John Sibthorp (1758-1796)
- Singer - Rolf Singer (1906-1994)
- Sm. - James Edward Smith (1759-1828)
- Smotl. - Miroslav Smotlacha (1920-2007)
- Snell - Walter Henry Snell (1889-1980)
- Sopp - Olav Johan Sopp (1860-1931)
- Sowerby - James Sowerby (1757-1822)
- Speg. - Carlo Spegazzini (1858-1925)
- Spreng. - Kurt Polycarp Joachim Sprengel (1766-1833)
- Stakman. - Elvin C. Stakman (1885-1979)
- Stamets - Paul Stamets (1955- 	)
- Stephens - Edith Layard Stephens (1884-1966)
- Sturgis - William Codman Sturgis (1862-1942)
- Summerb. - Richard C. Summerbell (1956- )
- Sumst. - David Ross Sumstine (1870-1965)
- Svrček - Mirko Svrček (1925-	)
- Syd. - Hans Sydow (1879-1946)

## T

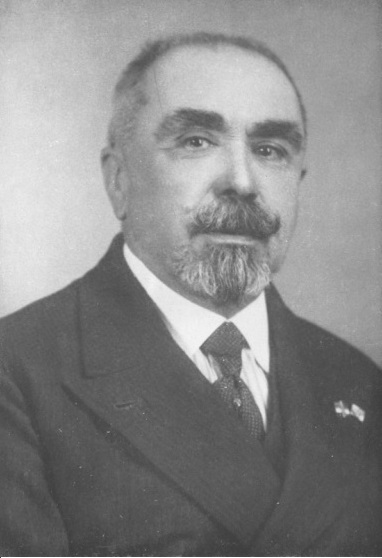
Giovanni Battista Traverso (1878-1955)

- T.Macbr. - Thomas Huston Macbride (1848-1934)
- Tehon - Leo Roy Tehon (1895-1954)
- Th.Fr. - Theodor Magnus Fries (1832-1913)
- Thaxt. - Roland Thaxter (1858-1932)
- Theiss. - Ferdinand Theissen (1877-1919)
- Thiers - Harry D. Thiers (1919-2000)
- Thirum. - M. J. Thirumalachar (1914-1999)
- Thom - Charles Thom (1872-1956)
- Thunb. - Carl Peter Thunberg (1743-1828)
- Tiegh. - Philippe Édouard Léon Van Tieghem (1839-1914)
- Torr. - John Torrey (1796-1873)
- Tourn. - Joseph Pitton de Tournefort (1656-1708)
- Tranzschel - Vladimir Andreevich Tranzschel (1868-1942)
- Trappe - James Trappe (1931- )
- Traverso - Giovanni Battista Traverso (1878-1955)
- Trog. - Jakob Gabriel Trog (1781-1865)
- Tuck. - Edward Tuckerman (1817-1886)
- Tul. - Louis René Tulasne (1815-1885)

## U
- Ulbr. - Oskar Eberhard Ulbrich (1857-1952)
- Underw. - Lucien Marcus Underwood (1853-1907)

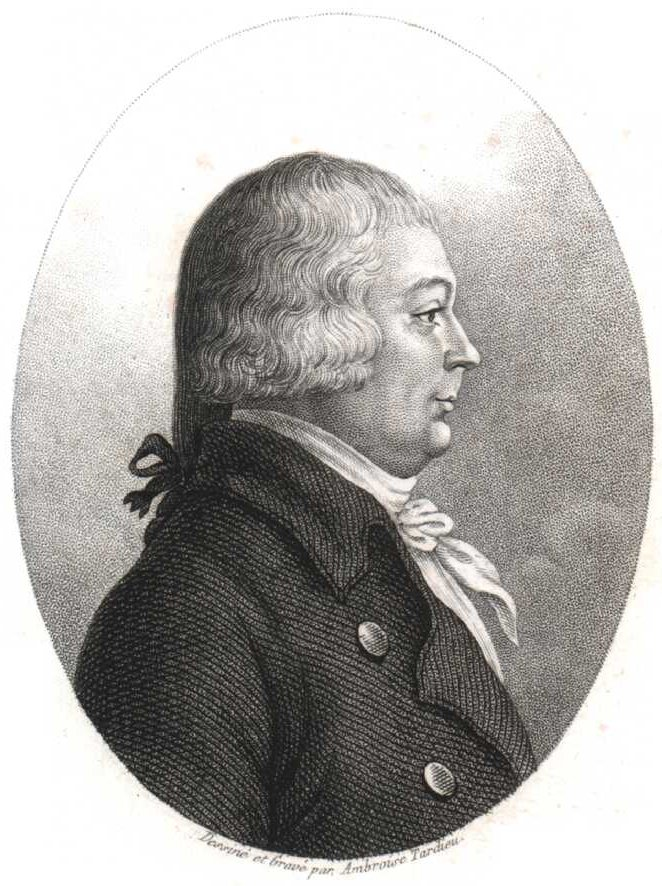
Martin Vahl (1749-1804)

## V
- V.Brig. - Vincenzo Briganti (1766-1836)
- Vahl. - Martin Vahl (1749-1804)
- Vaill. - Sébastien Vaillant (1669-1722)
- Vainio - Edvard August Vainio (1853-1929)
- Vánky - Kálmán Vánky (1930- )
- Velen. - Josef Velenovský (1858-1949)
- Vězda - Antonín Vězda (1920-2008)
- Vitt. - Carlo Vittadini (1800-1865)
- Viv. - Domenico Viviani (1772-1840)
- Vuill. - Jean Paul Vuillemin (1861-1932)

## W

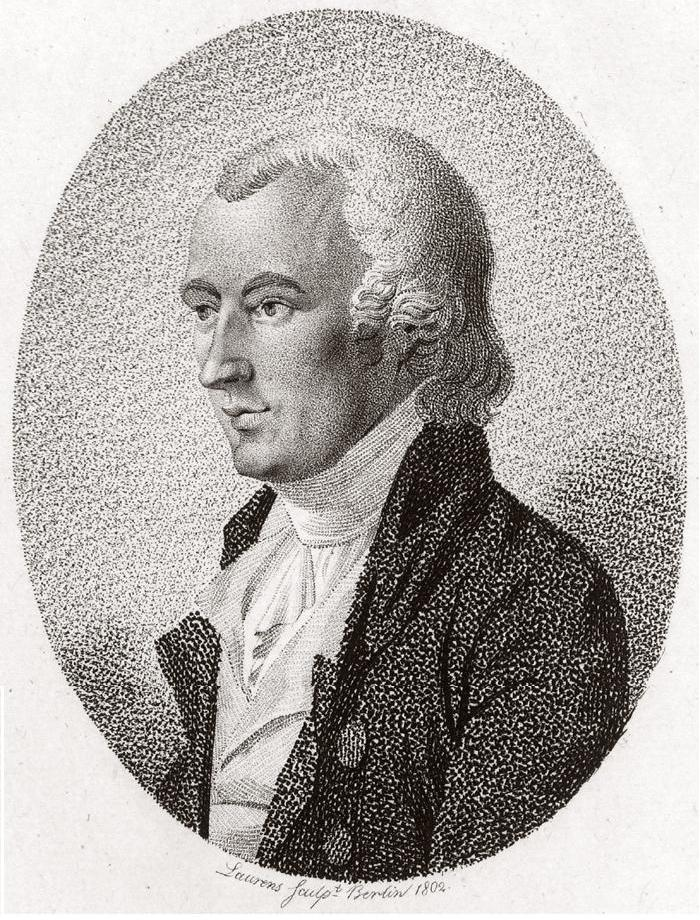
Carl Ludwig Willdenow (1765-1812)

- W.B.Cooke - William Bridge Cooke (1908-1991)
- W.B.Kendr. - Bryce Kendrick (1933- )
- W.G.Sm. - Worthington George Smith (1835-1917)
- W.L.White - William Lawrence White (1908-1952)
- W.R.Gerard - William Ruggles Gerard (1841-1914)
- W.Y.Zhuang - Wenying Zhuang (1948- )
- Wahlenb. - Göran Wahlenberg (1780-1851)
- Wakef.  - Elsie Maud Wakefield (1886-1972)
- Wall. - Nathaniel Wallich (1786-1854)
- Warm. - Eugenius Warming (1841-1924)
- Wasser - Solomon Wasser  (1946-)
- Watling - Roy Watling (1938-)
- Wehm. - Lewis Edgar Wehmeyer-1897-1971)
- Weigel - Christian Ehrenfried Weigel (1748-1831)
- Weinm. - Johann Anton Weinmann (1782-1858)
- Welw. - Friedrich Welwitsch (1806-1872)
- Weste - Gretna Margaret Weste (1917-2006)
- Westerd. - Johanna Westerdijk (1883-1961)
- Whetzel - Herbert Hice Whetzel (1877-1944)
- Whiffen - Alma Joslyn Whiffen-Barksdale (1916-1981)
- Whisler - Howard C. Whisler (1931-2007)
- Willd. - Carl Ludwig Willdenow (1765-1812)
- With. - William Withering (1741-1799)
- Wulfen - Franz Xavier von Wulfen (1728-1805)

## Z
- Zahlbr. - Alexander Zahlbruckner (1860-1939)
- Zant. - Giovanni Zantedeschi (1773-1846)
- Zeller - Sanford Myron Zeller (1885-1948)
- Zopf - Friedrich Wilhelm Zopf (1846-1909)
- Zundel - George Lorenzo Zundel (1885-1950)